# Zadnji kraj
Zadnji kraj je estavelni pas Cerkniškega jezera, ki se nahaja v osamljenem zalivu severno od vasi Otok. 